# Noră pentru mama
Noră pentru mama a fost o emisiune reality-show-concurs-matrimonială difuzată pe Kanal D România și prezentată de Gabriela Cristea și Mirela Boureanu Vaida.

## În ce a constat reality-show-ul
Acțiunea s-a desfășurat într-o "casă" împânzită de camere de filmat: așa-numita Casă Noră pentru mama. În ea, timp de mai multe luni, sub supravegherea permanentă a camerelor de supraveghere au locuit concurenții. Concurenții s-au împărțit în: nurorile (sau fetele), ginerii (sau băieții) și mamele ginerilor (sau soacrele). Pe perioada concursului, "băieții" și "fetele" s-au întâlnit și au format relații mai mult sau mai puțin de dragoste.
Prezentatoarea Gabriela Cristea a urmărit împreună cu concurenții relațiile care s-au conturat pe parcursul a trei emisiuni în direct ce s-au difuzat de luni până vineri pe postul de televiziune Kanal D: cea de dimineață (începând de la ora 10 și până la 12:30), cea de după-amiază (începând de la 17 până la 18:30) și cea de seară (de la 19:30 la 20 sau la 21). Fiecare concurent, mai puțin "băieții", au deținut fiecare câte o pungă cu bani simbolici, care s-au putut transforma însă în bani adevărați dacă concurentul care i-a deținut ar fi câștigat concursul.
La finalul săptămânii, sâmbăta, avea loc seara eliminărilor, în care concurenții fie aveau parte de mici surprize (erau vizitați de rude/prieteni, li se dădea șansa să își mărească suma de bani din pungă, li se făceau mici sau mari surprize, li se aduceau concurenți noi în casă, etc.). Tot la seara eliminărilor se desemna mama săptămânii și nora săptămânii, votată de telespectatori prin intermediul tele-voting-ului. Câștigătoarea primea un mic trofeu. La seara eliminărilor se făceau, de asemenea, eliminări, adică unilor din concurenții casei pot alege una sau mai multe mame/nore să plece din casa Noră pentru mama fie pentru că au existat conflicte, fie pentru că concurentul i-a rugat personal să îl nominalizeze, fie pentru oricare alt motiv. Dacă o mamă sau o noră avea cele mai multe voturi, atunci aceasta trebuia să plece. Dacă pleca o mamă, atunci pleca automat și un "băiat" iar dacă pleca un "băiat" atunci pleca automat și o mamă. Emisiunea de la seara eliminărilor era înregistrată vineri seara și transmisă sâmbătă seara.
Pentru a mai îmbunătăți starea de spirit a concurenților, care trebuie să stea izolați de lumea exterioară pentru o perioadă lungă de vreme, organizatorii le permiteau uneori să iasă din casă fie pentru a merge într-o excursie, fie pentru a merge la discotecă, fie pentru alte activități recreative.
Duminica se transmitea o reluare a serii eliminărilor; deci activitățile concurenților din timpul week-end-ului rămân în mare parte necunoscute.

## Noră pentru mama 1
Noră pentru mama 1 a fost prima ediție de Noră pentru mama. Pe parcursul acestei emisiuni, nu s-au înregistrat probleme majore sau conflicte mari între concurenți. Iată mai jos lista foștilor concurenți:

### Mame și băieți
| Numele întreg     | Cunoscută ca    | Numele băiatului | Eliminați? |
| ----------------- | --------------- | ---------------- | ---------- |
| Georgeta Drăgan   | Doamna Georgeta | Christian        | Da         |
| Felicia Ciocârlea | Doamna Felicia  | Briscan          | Da         |
| Maria Duicu       | Doamna Maria    | Răzvan           | Nu         |
| Elena Sinorchian  | Doamna Elena    | Dragoș           | Da         |
| Anica Seceleanu*  | Doamna Anica    | Ionuț            | Nu         |

* Notă: Doamna Anica este bunica lui Ionuț, nu mama lui.

### Fete
| Numele întreg           | Cunoscută ca | Eliminată? |
| ----------------------- | ------------ | ---------- |
| Ana-Maria Brunițchi     | Ana-Maria    | Da         |
| Monica Toader           | Monica       | Da         |
| Lăcrămioara Pricop      | Lacrima      | Nu         |
| Roxana Nadolu           | Roxana       | Da         |
| Mihaela Niculiță        | Mihaela      | Nu         |
| Liliana Macovei         | Liliana      | Da         |
| Adela Lupse             | Adela        | Da         |
| Cristina Novac          | Cristina     | Da         |
| Diana Maria Dragomir    | Diana        | Da         |
| Daniela Nicolae         | Daniela      | Da         |
| Marilena Diaconu        | Marilena     | Da         |
| Claudia Mihaela Diaconu | Claudia      | Da         |
| Diana Ioana Straton     | Diana        | Da         |
| Elena Alexandra Avram   | Alexandra    | Da         |

Câștigătoare a fost Lăcrămioara, dar Mihaela și Ionuț s-au căsătorit. Asta înseamnă că Lăcrămioara nu a luat banii dar nunta organizată de Kanal D a fost în cinstea Mihaelei și a lui Ionuț. Chiar dacă relația a fost promițătoare la început, cei doi au declarat într-o emisiune Noră pentru mama 2 că relația evoluează prost iar cei doi se separă unul de altul treptat. Motivul a rămas necunoscut.

## Noră pentru mama 2
Noră pentru mama 2 a fost cea de-a doua ediție de Noră pentru mama. Iată lista concurenților și foștilor concurenți:

### Mame și băieți
| Nume întreg       | Nume                             | Băiatul   | Eliminați?    |
| ----------------- | -------------------------------- | --------- | ------------- |
| Elena Șerbănoiu   | Doamna Elena                     | Bogdan    | Da            |
| Veronica Nicolae  | Doamna Veronica * / Doamna Elena | Dragoș    | Nu            |
| Emilia Sechelariu | Doamna Emilia                    | Andrei    | Nu            |
| Mihaela Nicolae   | Doamna Mihaela                   | Cristian  | Nu            |
| Ioana Somodi      | Doamna Ioana                     | Adrian    | Da            |
| Aneta Olinca      | Doamna Aneta (mătușa)            | Alexandru | Da            |
| Aurica Vasilescu  | Doamna Aurica                    | Ilie      | Da            |
| ?Baltariu Dorina  | Doamna Dorina                    | Cătălin   | Da            |
| ?                 | Doamna Maria                     | Claudiu   | Da            |
| ?                 | Doamna Elena                     | Ionuț     | Da            |
| Fănica Lupu       | Doamna Fănica                    | Vasile    | Descalificați |
| ?Petrea Gabriela  | Doamna Gabriela                  | Aurel     | Da            |

* Doamna Veronica nu se află în casă; ea s-a aflat pentru o perioadă scurtă de timp în casă dar a plecat datorită faptului că nu putea lipsi prea mult de la serviciu, lăsându-i loc doamnei Elena (mătușa lui Dragoș).

### Fete
| Numele    | Eliminată? | Are/a avut cuplu cu                                   |
| --------- | ---------- | ----------------------------------------------------- |
| Adina     | Da         |                                                       |
| Irina     | Da         |                                                       |
| Alexandra | Nu         | Cristian                                              |
| Romina    | Da         |                                                       |
| Monica    | Da         | Bogdan (s-au despărțit)                               |
| Sonia     | Da         | Pufulete                                              |
| Nicoleta  | Da         |                                                       |
| Alina     | Da         |                                                       |
| Carmen    | Nu         |                                                       |
| Tatiana   | Nu         | Dragoș                                                |
| Raluca    | Da         |                                                       |
| Diana     | Da         |                                                       |
| Emanuela  | Nu         | Catalin - s-au casatorit, sunt in Suedia, au o fetita |
| Emylia    | Da         |                                                       |
| Silvia*   | Nu         |                                                       |
| Andreea*  | Da         |                                                       |
| Crina*    | Nu         | Andrei(putin)                                         |

* Silvia, Andreea și Crina au intrat în casă fără a-și divulga numele adevărat decât peste o săptămână. Ele au avut niște pseudonime, Crina numindu-se Floare de crin, Andreea numindu-se Rază de soare iar Silvia Cer portocaliu.

### Problemele apărute

#### Descalificarea Doamnei Fănica și a lui Vasile
Pe 25 octombrie 2007, organizatorii au decis să descalifice din competiție doi concurenți: pe doamna Fănica și pe Vasile. Decizia a fost luată după ce Vasile l-a agresat pe Adrian, lovindu-l cu picioarele. Doamna Fănica, care avea și-așa o reputație proastă în rândul concurenților, a fost jignită de Adina, care a inventat o așa-zisă "Cutie a milei" în care să strângă bani pentru tratamentul psihic al doamnei Fănica. Pe lângă aceasta, la plecarea ei, ceilalți concurenți au strigat în cor: "Vă tirați! Vă tirați! ..."
Momentul a fost înregistrat și poate fi găsit și pe YouTube. Majoritatea secvențelor au dispărut, însă, de pe site din motive încă necunoscute (luați în calcul posibilitatea ca Kanal D să fi făcut o semnalare la YouTube sau la utilizatorii care le-au încărcat).

#### Dragoș și Tatiana
Dragoș și Tatiana au avut o relație cu multe suișuri și coborâșuri ("dragoste cu năbădăi", cum spune prezentatoarea Gabriela Cristea). Cei doi s-au certat și s-au împăcat de foarte multe ori. Conflictele au fost de multe ori dure, cu înjurături și palme. Tatiana chiar l-a scuipat pe Dragoș și pentru că cei doi au mai încălcat alte reguli impuse de contractul pe care l-au semnat, organizatorii au pus în discuție și descalificarea lor din concurs, chiar dacă s-au răzgândit.
Andrei la Paris i-a făcut Dianei propuneri indecente, ea a plecat si a vorbit despre asta dupa ce a iesit din casa. Ceilalti incercau sa dea la iveala problemele din viata personala a Dianei.